# Epithelantha
Epithelantha é um gênero botânico da família cactaceae.

## Espécies
Estão descritas as seguintes espécies:
- Epithelantha bokei L. D. Benson
- Epithelantha cryptica D. Donati & Zanov.
- Epithelantha greggii (Engelm.) Orcutt
- Epithelantha ilariae D. Donati & Zanov.
- Epithelantha micromeris (Engelm.) F. A. C. Weber
- Epithelantha pachyrhiza (W. T. Marshall) Backeb.
- Epithelantha polycephala Backeb.
- Epithelantha potosina (D. Donati & Zanov.) D. Aquino & S. Arias
- Epithelantha pulchra (D. Donati & Zanov.) D. Aquino & S. Arias
- Epithelantha spinosior C. Schmoll